# Rudolf Schilberg
Rudolf Schilberg (Vienna, 29 settembre 1894 – Vienna, 30 luglio 1961) è stato un sollevatore austriaco.
Partecipò a due edizioni dei Giochi Olimpici, ad Amsterdam nel 1928, giungendo al quinto posto, e a Berlino nel 1936, classificandosi ottavo. Partecipò inoltre a quattro edizioni dei campionati europei (1929, 1930, 1931 e 1934) vincendo due medaglie d'argento.
Nella categoria dei pesi massimi stabilì sei record mondiali nella distensione tra il 1925 e il 1931.